# 尚和
尚和（1745年4月18日（乾隆十年三月十七日）—1811年2月25日（嘉慶十六年二月初三日）），和名讀谷山王子朝憲，原名讀谷山王子朝恒，童名真三良金，號大成，琉球國第二尚氏王朝攝政。讀谷山御殿一世。
尚和是尚敬王的次子，為王妃馬氏仁室所生。乾隆二十九年（1764年），他以慶賀正使的身份，與向邦鼎（湧川親方朝喬）一起上江戶，慶賀德川家治繼任日本江戶幕府的將軍，翌年歸國。
尚和歷任系圖奉行、大與奉行之職，後來於乾隆三十五年十一月十一日（1770年12月27日）就任攝政。乾隆三十七年（1772年），因近年來從清朝買來的貨物數量不足、質量不佳，尚和出使薩摩藩請求寬宥。乾隆三十八年（1773年），他奉命出使薩摩藩，慶賀島津敬姬成為島津重豪繼室綾姬（多千姬）的猶子，翌年歸國。乾隆五十年十二月二日（1786年1月1日）致仕。嘉慶十六年二月三日（1817年2月8日）卒，葬於伊志嶺之墓。其子尚大烈（讀谷山王子朝英）繼承家督之位。
尚太烈也是琉球三十六歌仙中的一人。